# Grattacielo Soul
Il grattacielo Soul è un grattacielo residenziale della città di Gold Coast in Australia.

## Storia
Il sito ove oggi sorge il grattacielo era precedentemente occupato dal Raptis Plaza. I lavori di costruzione dell'edificio, iniziati nel 2007, vennero ultimati nel 2012.

## Descrizione
La torre ha 77 piani e un'altezza complessiva di 243,10 metri. È il secondo grattacielo più alto della Costa d'Oro australiana.